# Ulster
Ulster az Ír-sziget négy  történelmi tartományának egyike. Ulster hagyományosan kilenc megyéből állt, közülük három, Cavan, Donegal és Monaghan ma az Ír Köztársaság része, a másik hat, Antrim, Armagh, Down, Fermanagh, Londonderry és Tyrone pedig az Egyesült Királyság részét képező Észak-Írországot alkotja. Észak-Írország 1973-as közigazgatási reformja során a hat észak-írországi megye helyét 26 „local district” nevű járás vette át.